# Cidones
Cidones es un municipio y localidad española de la provincia de Soria, en la comunidad autónoma de Castilla y León. El término municipal, ubicado en la comarca de Soria y el partido judicial de Soria, tiene una población de 314 habitantes (INE 2024).

## Geografía
Integrado en la comarca de Soria, se sitúa a 15 km de la capital provincial. El término municipal está atravesado por la carretera nacional N-234, entre los pK 363 y 376, y por la carretera provincial SO-810, que conecta con Vinuesa. 
El relieve del municipio está definido por la sierra de Cabrejas al sur, donde se superan los 1400 m de altitud, y una zona más llana hacia el norte. El embalse de Cuerda del Pozo, que represa las aguas del río Duero, forma parte de su territorio. La altitud oscila entre los 1434 m al sur (Alto de las Cordilleras), en plena sierra de Cabrejas, y los 1050 m al este, a orillas del río Pedrajas. El pueblo se alza a 1086 m sobre el nivel del mar. 
| Noroeste: Vinuesa      | Norte: Soria      | Nordeste: Soria  |
| Oeste: Soria (exclave) |                   | Este: Soria      |
| Suroeste: Abejar       | Sur: Villaciervos | Sureste: Golmayo |

## Historia

Término municipal.

El Censo de Pecheros de 1528, en el que no se contaban eclesiásticos, hidalgos y nobles, registraba la existencia 15 pecheros, es decir unidades familiares que pagaban impuestos. En el documento original la localidad aparece denominada como Cedones.
A la caída del Antiguo Régimen la localidad se constituye en municipio constitucional, entonces conocido como Cidones y Malluembre en la región de Castilla la Vieja, partido de Soria que en el censo de 1842 contaba con 49 hogares y 204 vecinos.
La localidad llegó a contar con una estación de ferrocarril perteneciente a la línea Santander-Mediterráneo, que estuvo operativa entre 1929 y 1985.
A finales del siglo XX crece el término del municipio porque incorpora a Ocenilla, Herreros y Villaverde del Monte.

## Geografía

### Comunicaciones
A 14 km de Soria por la N-234. Ayuntamiento: c/ La Plaza n.º 1.
Hasta su cierre en 1985 la villa contaba con una estación del ferrocarril Santander-Mediterráneo.

### Medio ambiente
En su término e incluidos en la Red Natura 2000 los siguientes lugares:
- Lugar de Interés Comunitario conocido como Sabinares Sierra de Cabrejas, ocupando 1890 hectáreas, el 27 % de su término.[5]

## Demografía
Cuenta con una población de 314 habitantes (INE 2024).
| Gráfica de evolución demográfica de Cidones entre 1842 y 2021 |
| |
| Población de derecho según los censos de población del INE Población de hecho según los censos de población del INEEn este censo se denominaba Cidones y Malluembre: 1842 Entre el censo de 1981 y el anterior, crece el término del municipio porque incorpora a 42099 (Herreros) y 42133 (Ocenilla) y 42214 (Villaverde del Monte). |

### Demografía reciente del núcleo principal
Cidones (localidad) contaba a 1 de enero de 2010 con una población de 152 habitantes, 81 hombres y 71 mujeres.
| Gráfica de evolución demográfica de Cidones (localidad) entre 2000 y 2010                        |
|                                                                                                  |
| Población de derecho (2000-2010) según los censos de población del INE a 1 de enero de cada año. |

### Población por núcleos
| Núcleos              | Habitantes (2000) | Habitantes (2010) |
| -------------------- | ----------------- | ----------------- |
| Cidones              | 137               | 152               |
| Herreros             | 78                | 75                |
| Ocenilla             | 84                | 84                |
| Villaverde del Monte | 42                | 46                |

## Cultura
Cidones forma parta de la Ruta Machadiana de Alvargonzález, que es una ruta turística y cultural basada la excursión que en 1910 realizó Machado a la zona de Pinares, y el poema La tierra de Alvargonzález compuesto por el poeta.
En Cidones son de interés turístico varias casas de indianos de la localidad y también se puede ver en alguna casa chimeneas típicas de la zona de pinares.

### Fiestas
Fiestas patronales: Cristo de la Buena Muerte, el penúltimo fin de semana de agosto y Cruz de Mayo, el día 3 (de mayo).